# Ognen, Burgas
Ognen (în bulgară Огнен) este un sat în comuna Karnobat, regiunea Burgas,  Bulgaria. 

## Demografie
Componența etnică a satului Ognen
     Bulgari (66,34%)
     Turci (8,17%)
     Romi (4,32%)
     Nicio identificare (21,15%)
La recensământul din 2011, populația satului Ognen era de 208 locuitori. Din punct de vedere etnic, majoritatea locuitorilor (66,34%) erau bulgari, existând și minorități de turci (8,17%) și romi (4,32%). Pentru 21,15% din locuitori nu este cunoscută apartenența etnică.